# Nemuroglanis lanceolatus
Nemuroglanis lanceolatus és una espècie de peix de la família dels heptaptèrids i de l'ordre dels siluriformes.

## Morfologia
- Els mascles poden assolir 3,8 cm de longitud total.
- Nombre de vèrtebres: 41-42.[5][6]

## Hàbitat
És un peix d'aigua dolça i de clima tropical.

## Distribució geogràfica
Es troba a Sud-amèrica: conques dels rius Napo, Solimões i Ucayali.